# Seznam případů syfilidy

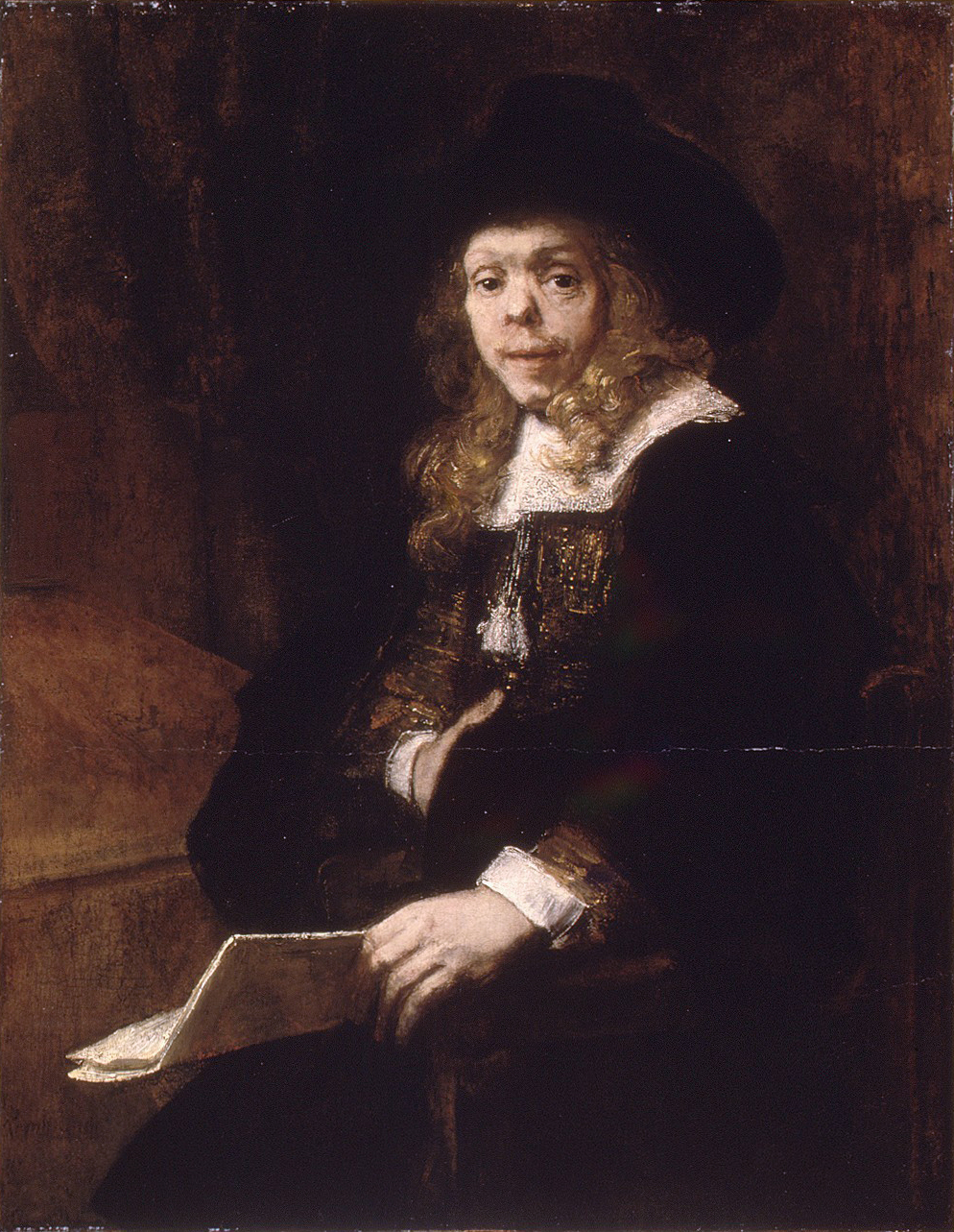
Portrét Geralda de Lairesse od Rembrandta van Rijn, asi 1665–67, olej na plátně. De Lairesse, malíř a teoretik umění, trpěl vrozenou syfilidou, která mu vážně zdeformovala obličej a nakonec oslepl.

Toto je seznam slavných historických osobností, u kterých byl v určitém období diagnostikován syfilis nebo u kterých existuje silné podezření, že syfilis měly. Mnoho lidí, kteří se syfilidou nakazilo, se léčilo a uzdravilo; někteří zemřeli.
Mnoho slavných historických osobností, včetně francouzského krále Karla VIII., Kryštofa Kolumba, španělského krále Hernána Cortése, Benita Mussoliniho a Ivana Hrozného, údajně trpělo syfilidou nebo jinými pohlavně přenosnými infekcemi. Někdy byla tato tvrzení nepravdivá a tvořila součást politického šuškání. V jiných případech byly podezřelé případy zpětně diagnostikovány v moderní době. Duševní onemocnění způsobené pozdějšími stádii nemoci bylo kdysi běžnou formou demence. Ta byla známá jako celková paréza nepříčetných.
| Jméno                                                                       | Detaily                                                                                             |
| --------------------------------------------------------------------------- | --------------------------------------------------------------------------------------------------- |
| Edward Teach (1680–1718), západoindický pirát                               | Známější jako Černovous. Zemřel v bitvě proti Robertu Maynardovi.                                   |
| Gaetano Donizetti (1797–1848), italský operní skladatel                     | Progresivní paralýza                                                                                |
| Tongzhi (1856–1875), císař říše Čching                                      | Podezření na syfilis[zdroj?]                                                                        |
| Lev Nikolajevič Tolstoj (1828–1910), spisovatel                             | Podezření na syfilis                                                                                |
| Friedrich Nietzsche (1844–1900), filosof                                    | Příčina smrti je sporná, ale mezi hlavní teorie patří syfilis nebo otrava rtutí při léčbě syfilidy. |
| Frederick Delius (1862–1934)                                                | Zemřel na syfilis                                                                                   |
| Karen Blixenová (1885–1962)                                                 | |
| Adolf Hitler (1889–1945)                                                    | Podezření na syfilis                                                                                |
| Al Capone (1899–1947)                                                       | Zemřel na syfilis                                                                                   |
| Eugene Sandow (1867–1925), kulturista                                       | Podezření na syfilis                                                                                |
| Idi Amin                                                                    | |
| Friedrich Wilhelm von Seydlitz (1721–1773), pruský generálporučík jezdectva | Zemřel na syfilis                                                                                   |
| Michail Vrubel (1856–1910), ruský malíř                                     | |
| Alger „Texas“ Alexander (1900–1954), bluesový zpěvák                        | Zemřel na syfilis                                                                                   |
| Charles Baudelaire, francouzský básník                                      | |
| Alphonse Daudet (1840–1897), francouzský romanopisec                        | |
| Guy de Maupassant, francouzský spisovatel                                   | |
| Henri de Toulouse-Lautrec, francouzský malíř                                | |
| Camilo Castelo Branco (1825–1890), portugalský spisovatel                   | Spáchal sebevraždu kvůli slepotě způsobené progresivní paralýzou.                                   |
| Cesare Borgia                                                               | Silné podezření na syfilis                                                                          |
| Lola Montezová (1821–1861), tanečnice, kurtizánka, milenka Ludvíka I.       | Zemřela na syfilis                                                                                  |